# 整车货物运输
整车货物运输為整車貨物的運輸型態。

## 整車貨物定義
對於整車貨物，各國有不同的定義。
- 《國際鐵路貨物聯運協定》[1]：
  - 凡按一张运单办理的需要单独车辆运送的一批货物，即为整车货物。
  - 凡按一张运单办理的重量不应超过5000公斤的，并按其体积又不需要单独车辆运送的一批货物，即为零担货物。
- 美國：美國《鐵路法》「為貨車所載的貨物重量超過10000磅或貨載完後因無空間或已達法定重量，無法再裝載其它貨物。」
- 台灣：《汽車運輸業管理規則》第 108 條：「 貨運業承運貨物分整車及零擔兩種。按車輛之載重量收費者，為整車貨物。按車輛所載貨物之件數及每件重量計算運費者，為零擔貨物。」

## 整車運輸的形式
目前整車運輸的形式有兩種
- 整車直達
  - 按貨車載重標準噸數和運輸里程向托運單位收費。
- 整車分卸
  - 即起運站和運輸方向相同，到達站不同的貨物拼湊成整車，依次不同到達站分別卸貨。運輸部門按貨車載重標準噸數和到達站最遠里程數向托運單位收費。

## 歷史

### 美国
20世紀之前，貨運業已經依靠鐵路來運送批發至全國各地的貨物。
當美國的州際公路系統在20世紀50年代擴展時，
貨運業在美國的運輸市場中佔有更大的市佔率，
州際公路系統允許商品與貨物更容易與更快速的運輸於客戶之間，
自那時候起，貨運商採取了州際公路系統的優勢，貨物開始流通運輸到全國各地，
貨運商想出了將商品從一個區域分配中心，把商品與貨物配送到國家的各個不同的貨物集散地的方法，
而整車貨物運輸量的增加，抑制了運輸全國不同地區，製造及生產貨物運輸的時間。

### 中国
1956年，中国生产的第一辆解放货运汽车下线，解放牌货运汽车的下线，使得中国境内整车货物运输成为可能。 经过70年的发展，2022年，中国公路货运量已达到3913887.8万吨。